# LaAdrian Waddle
LaAdrian Waddle (Columbus, 21 luglio 1991) è un giocatore di football americano statunitense che gioca nel ruolo di offensive tackle per i Buffalo Bills della National Football League (NFL). Al college giocò a football prima alla Texas Tech Universituy.

## Carriera professionistica

### Detroit Lions
Waddle non fu scelto nel Draft NFL 2013 ma il 27 aprile 2013 firmò coi Detroit Lions. Debuttò come professionista nella vittoria della settimana 3 contro i Washington Redskins. Nella settimana 8 contro i Dallas Cowboys sostituì l'infortunato Corey Hilliard come tackle destro titolare, conservando tale ruolo per tutto il resto della stagione. Concluse la sua annata da rookie con 12 presenze, di cui otto come titolare.

### New England Patriots
Il 16 dicembre 2015, Waddle firmò con i New England Patriots.
Il 5 febbraio 2017 Waddle vinse il LI contro gli Atlanta Falcons ai tempi supplementari (prima volta nella storia del Super Bowl), con il punteggio di 34-28.
Alla fine della stagione 2018 Waddle vinse il Super Bowl LIII battendo i Los Angeles Rams per 13-3, conquistando il suo secondo anello.

### Buffalo Bills
Il 16 marzo 2019 Waddle firmò con i Buffalo Bills ma un infortunio in pre-stagione gli fece perdere tutta l'annata.

## Palmarès

### Franchigia
- Super Bowl : 2

New England Patriots: LI, LIII
- American Football Conference Championship: 3

New England Patriots: 2016, 2017, 2018